# Konvergenzmodul
In der reellen Analysis ist ein Konvergenzmodul eine Funktion, welche angibt, wie schnell eine konvergente Folge konvergiert. Konvergenzmoduln werden oft in der berechenbaren Analysis und konstruktiven Mathematik verwendet.
Wenn eine Folge reeller Zahlen {\displaystyle (x_{i})} gegen eine reelle Zahl {\displaystyle x} konvergiert, dann gibt es nach Definition für jedes reelle {\displaystyle \epsilon >0} eine natürliche Zahl {\displaystyle N} so, dass {\displaystyle \left|x-x_{i}\right|<\epsilon }, falls {\displaystyle i>N}. Ein Konvergenzmodul ist im Wesentlichen eine Funktion, die bei gegebenem {\displaystyle \epsilon } einen entsprechenden Wert von {\displaystyle N} berechnet.

## Definition
Sei {\displaystyle (x_{i})} einen konvergente Folge reeller Zahlen mit Grenzwert {\displaystyle x}. Es gibt zwei Arten, einen Konvergenzmodul als eine Funktion von den natürlichen Zahlen in die natürlichen Zahlen zu definieren:
- Als eine Funktion {\displaystyle f(n)} so, dass für alle {\displaystyle n\in \mathbb {N} } gilt: wenn {\displaystyle i>f(n)}, dann {\displaystyle \left|x-x_{i}\right|<1/n}.
- Als eine Funktion {\displaystyle g(n)} so, dass für alle {\displaystyle n} gilt: wenn {\displaystyle i\geq j>g(n)}, dann {\displaystyle \left|x_{i}-x_{j}\right|<1/n}. (Diese existiert, da jede konvergente Folge eine Cauchy-Folge ist.)

Die letztere Definition wird oft in konstruktiven Szenarien eingesetzt, wobei der Grenzwert {\displaystyle x} unter Umständen mit der konvergenten Folge identifiziert wird. Manche Autoren verwenden eine alternative Definition, die {\displaystyle 1/n} durch {\displaystyle 2^{-n}} ersetzt.